# By the Time I Get to Phoenix (álbum)
By the Time I Get to Phoenix é o segundo e último álbum de estúdio do grupo de rap americano Injury Reserve. Foi lançado em 15 de setembro de 2021 e é dedicado à Stepa J. Groggs, integrante do grupo que faleceu durante a gravação do álbum. O álbum traz o rapper  ZelooperZ, do Bruiser Brigade, com contribuições de produção do baterista Morgan Simpson, do Black Midi, bem como Body Meat, Jam City e SADPONY.

## Antecedentes e produção
Durante sua turnê pela Europa, após o lançamento de seu álbum de estréia em 2019, o grupo apresentou um DJ set improvisado remixando suas músicas para criar um novo estilo vanguardista; em um ponto do set, o grupo remixou a música "Athen's, France" de Black Country, New Road. Esse sample improvisado, junto com os vocais improvisados de Ritchie With a T, lançou as bases para um dos dois singles do álbum, "Superman That". Inspirados por esse conjunto, o grupo seguiu essa direção sonora experimental ao elaborar seu próximo álbum. A produção do álbum foi influenciada por eventos conturbados do ano de 2020, incluindo a pandemia de COVID-19 e os protestos de George Floyd. No meio do ano, o álbum estava quase completo, até que, subitamente, Stepa J. Groggs faleceu. Após sua morte, o grupo entrou em um breve hiato de dois meses antes de completar o restante do álbum. Os membros restantes do grupo nomearam o álbum, By the Time I Get to Phoenix, como Groggs havia sugerido.

O álbum explora uma variedade de temas pessoais que vão desde desesperança, morte e desespero. Algumas músicas também abordam os temas políticos da pandemia de COVID-19 e o aumento das teorias da conspiração e antivacina daquele ano. A maior parte do conteúdo lírico foi fortemente influenciada pelo falecimento repentino do mestre de cerimônias Ritchie with a T. Como consequência, a escrita se afasta da estrutura típica de verso-refrão, com a maioria das músicas sem refrão, gancho ou ponte para criar atrito e tensão. Durante o processo de gravação, Ritchie with a T gravaria seus vocais em uma sala escura:
“Gravei todas as minhas coisas sozinho em um quarto escuro, mas isso criou uma verdade. Eu estava tentando fazer rap com novas vozes para poder sair da minha cabeça."
Em resposta à letra, o álbum adota um som mais desconstruído e dissonante em termos de produção, em comparação aos lançamentos anteriores do grupo. Em um artigo para The New Yorker, Sheldon Pearce categorizou o álbum como "um épico do pós-rap, explodindo com música comovente que é agitada, congestionada e distorcida".

## Lançamento e promoção
Após um ano de silêncio, a data de lançamento e o nome do álbum foram revelados nas redes sociais do grupo, junto com um comunicado sem aviso prévio. O álbum foi disponibilizado para pré-venda no mesmo dia via Bandcamp. O primeiro single, "Knees", foi lançado no dia seguinte acompanhado de um videoclipe.
Outro single, "Superman That", foi divulgado em 30 de agosto de 2021 nas redes sociais e lançado em 1º de setembro de 2021 com um videoclipe. Simultaneamente ao lançamento de "Superman That", uma prensagem em vinil preto com um pôster limitado a 1.000 cópias foi disponibilizada em seu site.
Uma semana antes do lançamento do álbum, uma turnê internacional foi revelada com os músicos Zeroh e Slauson Malone como bandas de apoio na parte americana da turnê. Os ingressos para todas as datas da turnê foram disponibilizados ao vivo em seu site em 10 de setembro de 2021. Devido a circunstâncias imprevistas, Zeroh foi substituído pelo produtor eletrônico Colloboh como banda coadjuvante. Em 2 de novembro, foi anunciado que o músico Body Meat, colaborador frequente do Injury Reserve, se juntaria à etapa europeia da turnê. A Indigenous Enterprise, um grupo de dança nativa, abriu o show em Nova York sem qualquer anúncio prévio.
Dois dias antes do lançamento do álbum, um show de lançamento limitado a 50 ocupantes realizado em Palabra em Phoenix, Arizona, foi anunciado através de suas redes sociais. Foi realizado no dia 16 de setembro de 2021, um dia após o lançamento do álbum, sendo transmitido ao vivo no Instagram do grupo. Pouco tempo depois, o grupo anunciou um mix de rádio de 2 horas para a estação de rádio online inglesa NTS. O mix apresentava remixes do single "Crank Dat" por Soulja Boy, de 2007, e da música "The City" do Jockstrap. Também apresentou edições dos singles lançados, "Superman That" e "Knees".
Um dia antes do lançamento do álbum, outra prensagem de vinil limitada a 1.000 cópias, sem pôster, foi anunciada em suas redes sociais, disponibilizada em seu site, coincidindo com o lançamento. O álbum foi lançado mundialmente em 15 de setembro de 2021 por meio de streaming e download digital. Um vinil vermelho de lançamento geral e mercadorias foram disponibilizados em seu site por uma semana após o lançamento.
Em entrevista a Anthony Fantano do The Needle Drop, o grupo revelou que o álbum foi concluído nos últimos meses de 2020 e seria lançado naquele ano, mas sua gravadora Loma Vista se recusou a lançá-lo comercialmente. A gravadora liberou o grupo do contrato após o pedido e permitiu que lançassem o álbum de forma independente.

## Recepção crítica
By the Time I Get to Phoenix foi recebido com aclamação da crítica. No Metacritic, que atribui uma classificação normalizada de 100 para resenhas de publicações profissionais, o álbum recebeu uma pontuação média de 82 com base em 9 resenhas, indicando "aclamação universal".
Críticos comentaram sobre a natureza experimental e chocante do álbum, em comparação com lançamentos anteriores. Wesley McLean do Exclaim! o considerou "o projeto de Injury Reserve mais experimental e menos acessível até agora, abandonando qualquer aparência de tradição ou convenção", e passou a anunciá-lo como "um corpo de trabalho abstrato, melancólico e comovente que não é apenas mais uma adição incrível a uma discografia estelar, mas uma homenagem magnífica e comovente a um amigo que se foi cedo demais". Jack Oxford do Clash elogiou da mesma forma a produção inovadora, chamando-a de "uma impressão verdadeiramente distópica de desespero, unindo gêneros opostos para criar algo totalmente novo" antes de ponderar se o álbum poderia ser considerado "pós-rap". Em uma crítica altamente positiva para a The New Yorker, Sheldon Pearce discutiu a eficácia da abordagem multigênero do grupo, escrevendo: "É nos destroços fumegantes do som Injury Reserve que os membros encontraram a música radical, porém melodiosa, que procuravam. o tempo todo - não é rap, pop ou punk, mas também é tudo isso ao mesmo tempo".
Em uma crítica mais mista, Joey Arnone do Under the Radar criticou a desorganização do lançamento, descrevendo-o como "uma colcha de retalhos de ideias do que qualquer coisa, mais parecendo um quebra-cabeça com todas as suas peças espalhadas", enquanto elogiava a profundidade emocional de faixas como "Top Picks for You".

### Classificações de fim de ano
| Publicação           | Lista                                   | Classificação | Ref.   |
| -------------------- | --------------------------------------- | ------------- | ------ |
| Sputnikmusic         | Os 50 melhores álbuns da equipe de 2021 | 4             | [ 30 ] |
| PopMatters           | Os 75 melhores álbuns de 2021           | 11            | [ 31 ] |
| BrooklynVegan        | 30 melhores álbuns de rap de 2021       | 14            | [ 32 ] |
| Spin                 | Os 30 melhores álbuns de 2021           | 19            | [ 33 ] |
| NPR Music            | A melhor música de 2021                 | 20            | [ 34 ] |
| Beats Per MInute     | Os 50 melhores álbuns de 2021           | 39            | [ 35 ] |
| Consequence of Sound | Os 50 melhores álbuns de 2021           | 41            | [ 36 ] |

## Faixas
Todas as faixas creditadas à Injury Reserve.
| N.º            | Título                               | Producer(s)                     | Duração |  |
| 1.             | "Outside"                            | Injury Reserve                  | 6:14    |  |
| 2.             | "Superman That"                      | Injury Reserve                  | 2:40    |  |
| 3.             | "SS San Francisco (feat. Zelooperz)" | Injury Reserve                  | 3:51    |  |
| 4.             | "Footwork in a Forest Fire"          | Injury Reserve                  | 3:36    |  |
| 5.             | "Ground Zero"                        | Injury Reserve                  | 2:25    |  |
| 6.             | "Smoke Don't Clear"                  | Injury Reserve Body Meat        | 2:30    |  |
| 7.             | "Top Picks for You"                  | Injury Reserve SADPONY Jam City | 4:32    |  |
| 8.             | "Wild Wild West"                     | Injury Reserve                  | 2:28    |  |
| 9.             | "Postpostpartum"                     | Injury Reserve                  | 4:10    |  |
| 10.            | "Knees"                              | Injury Reserve                  | 5:03    |  |
| 11.            | "Bye Storm"                          | Injury Reserve                  | 3:40    |  |
| Duração total: | Duração total:                       | Duração total:                  | 41:14   |  |

### Créditos de samples
- "Outside" contém pedaços de "Panico a Las 5 A.M.", escrita e apresentada por Angel Rada. Também contém um enxerto de um vídeo de batalha de rap do YouTube, "DOT VS BILL COLLECTOR SMACK/URL RAP BATTLE", performada por Dot.
- "Superman That" contém enxertos da versão single da música "Athen's, France", escrita e performada por Black Country, New Road.
- "SS San Francisco" contém pedaços de "Auto-Tech Pilot", escrita e performada por The Fall.
- "Footwork in a Forest Fire" contém amostras de "Sailor's Tale", escrita e performada por King Crimson.
- "Ground Zero" contém enxertos de "I Am Damo Suzuki", escrita e performada por The Fall.
- "Wild Wild West" contém um pedaço não creditado da gravação de "The End of Radio", gravada em Peel Session, escrita e performada por Shellac.
- "Postpostpartum" contém enxertos de "Nam Myoho Renge Kyo", escrita e performada por Tee Mac.
- "Knees" contém enxertos de "Sweater", escrita e performada por Black Midi.
- "Bye Storm" contém enxertos de "Here Come the Warm Jets", escrita e performada por Brian Eno.

## Pessoal
Os créditos são adaptados do Tidal & Bandcamp.
Injury Reserve
- Ritchie with a T – performance (todas as faixas), produção executiva, gravação, composição (todas as faixas)
- Parker Corey – produção (todas as faixas), produção executiva, direção criativa, letras (todas as faixas)
- Stepa J. Groggs – performance (faixas 2, 4, 8–10), produção executiva, escrita (todas as faixas)
- Nick Herbert – gestão do dia a dia

Pessoal adicional
- ZelooperZ – vocais adicionais (faixa 3), composição (faixa 5)
- Dot – vocais adicionais (faixa 1)
- Jeremiah "SADPONY" Raisen – produção e composição (faixa 7)
- Jack "Jam City" Latham – produção e composição (faixa 7)
- Chris "Body Meat" Taylor – bateria (faixa 5), composição (faixa 6)
- Morgan Simpson – bateria e composição (faixa 1)
- Zeroh – mixagem e masterização (todas as faixas)